# Пружиці
Пружиці (рос. Пружицы) — присілок у Волосовському районі Ленінградської області Російської Федерації.
Населення становить 43 особи. Належить до муніципального утворення Бегуницьке сільське поселення.

## Історія
Від 1 серпня 1927 року належить до Ленінградської області.

## Населення
| 1838 | 1857 | 1862 | 1882 | 1899 | 1928 | 1965 |
| ---- | ---- | ---- | ---- | ---- | ---- | ---- |
| 269  | ↘196 | ↗198 | ↗232 | ↗249 | ↘184 | ↘63  |
| 1997 | 2007 | 2010 | 2013 | 2017 |      |      |
| ↘11  | ↗23  | ↗32  | ↘31  | ↗43  |      |      |